# 5803-as mellékút (Magyarország)
Az 5803-as mellékút egy majdnem 10 kilométeres hosszúságú, négy számjegyű mellékút Baranya vármegye területén; Baksa déli szélétől húzódik Magyarmecske községig.

## Nyomvonala
Baksa délnyugati külterületei között ágazik ki az 5801-es útból, annak a 16+500-as kilométerszelvénye közelében, nyugat felé. Még az első kilométere előtt Téseny határai közé ér, e község lakott részeit a második kilométere táján éri el, és alig több mint fél kilométer után ki is lép onnan; rövid belterületi szakasza a Rákóczi utca nevet viseli.
3,8 kilométer után Kisasszonyfa határai közt folytatódik, az aprócska község központján a 6. kilométere táján halad keresztül, ott végig a Petőfi utca nevet viselve. A hetedik kilométerét elhagyva átszeli Magyartelek határát, a községbe érkezve a Fő utca nevet veszi fel, illetve a nyugati falurészben Újsor utca a neve. 8,9 kilométer után Magyarmecske területére érkezik, utolsó 3-400 méteres szakasza e község belterületén húzódik, itt is Petőfi Sándor utca néven. A központ közelében ér véget, beletorkollva az 5805-ös útba, annak a 12+600-as kilométerszelvénye közelében.
Teljes hossza, az országos közutak térképes nyilvántartását szolgáló kira.kozut.hu adatbázisa szerint 9,734 kilométer.

## Története
A Kartográfiai Vállalat 1970-es kiadású Magyarország autótérképe az utat már teljes hosszában kiépített, de szilárd burkolat nélküli (nem pormentes) útként tünteti fel. Ugyanezen kiadó 1990-ben megjelent Magyarország autóatlaszában a teljes szakasza nem pormentes, csupán portalanított útként szerepel.

## Települések az út mentén
- (Baksa)
- Téseny
- Kisasszonyfa
- Magyartelek
- Magyarmecske